# Mandzsukuói jüan
A mandzsukuói jüan (hagyományos kínai: 滿洲國圓) Mandzsukuo hivatalos pénzneme volt 1932 és 1945 között
A mandzsukuói jüan nemesfém alapú pénz volt, értékét a 23,91 gramm súlyú, tiszta ezüstből készült korong alapján határozták meg. A pénzt 1932 körül vezették be Kína japán megszállás alatt lévő részén.

## Története
1931-ben a Japán Császári Hadsereg megszállta Mandzsúriát és a Csing-dinasztia utolsó császárát, Pu Ji-t ültették az általuk kreált állam, Mandzsukuo trónjára. Kezdetben a japán központi bank által kiadott érmék és bankjegyek voltak itt forgalomban, de 1932. június 11-én Csangcsun városban megalapították a Mandzsu Központi Bankot, amely a japánok által megszállt területek központi bankja lett. A jüan értékét az ezüsthöz kötötték, de a világgazdasági válságot követő időkben a nemesfémek árfolyama olyan ingadozásokon ment keresztül, hogy 1935-től megszüntették az ezüstsztenderdet. Ezt követően a jüan árfolyamát előbb a jenhez rögzítették, majd később paritásba hozták a két pénznemet.
A mandzsukuói jüan története során a kibocsátott bankjegyek kb. felének értékét speciális nemesfémtartalékok szavatolták. A központi bank 100, 10, 5 és 1 jüan és 5 chiao (fél jüan) értékű bankjegyeket bocsátott ki, amelyek általában a Csing-dinasztia császárait ábrázolták. A második világháború alatt a japánok által megszállt területeken mindenhol jelentős volt az inflációs nyomás, ennek megfelelően 1944-ben kibocsátottak egy 1000 jüanos bankjegyet.
A jüan váltópénzei a chiao (角, 10 chiao = 1 jüan), fen (分, 100 fen = 1 jüan) és a li (釐, 1000 li = 1 jüan) voltak. A központi bank 5 li és 10 fen értékű érméket bocsátott ki.
1944-45 során, az általános nemesfémhiány miatt a mandzsukuói területeken vöröses-barnás rostos anyagból készült érméket (1 és 5 fen értékben) bocsátottak ki.
1945-ben a japán megszállás megszüntetésével a mandzsukuói jüan is elvesztette hivatalos fizetőeszköz státuszát, de nem hivatalosan továbbra is használták. 1948-ban a Kínai Népköztársaság megalakulása után a még használatban lévő mandzsu jüan bankjegyeket a Tung Pei Bank renminbi-re váltotta, összesen 12 milliárd jüant vontak ki ekkor a forgalomból.

## Képek

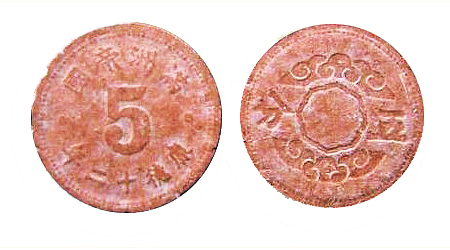
A mandzsukuói jüan szövetből készült aprópénzei

## Lásd még
- Mandzsuk
- Mandzsukuo

### Fordítás
- Ez a szócikk részben vagy egészben  a   Manchukuo yuan című angol Wikipédia-szócikk fordításán alapul.  Az eredeti cikk szerkesztőit annak laptörténete sorolja fel. Ez a jelzés csupán a megfogalmazás eredetét és a szerzői jogokat jelzi, nem szolgál a cikkben szereplő információk forrásmegjelöléseként.